# Istone H3
L'istone H3 è una delle cinque proteine istoniche principali che costituiscono la struttura portante dei nucleosomi e quindi della cromatina. Un dimero composto da 2 istoni H3, si combina infatti con uno composto da 2 istoni H4 a formare l'eterotetramero centrale del nucleosoma.
La sua struttura consiste in un dominio globulare principale con una lunga coda N-terminale.
Come altre proteine istoniche, l'H3 è soggetto a pochissime modifiche evolutive ed è altamente conservativa, in ragione del suo ruolo essenziale. Piccole mutazioni nella sua struttura portano infatti quasi sempre alla morte della cellula ospitante. Nei mammiferi vi sono sette varianti note dell'istone H3, che differiscono per pochi aminoacidi. Esse vengono denominate H3.1, H3.2, H3.3, H3.4 (H3T), H3.5, H3.X e H3.Y. La variante H3.3 sembra giocare un ruolo essenziale nel mantenere l'integrità del genoma nello sviluppo embrionale dei mammiferi.
La sua coda è soggetta a modificazioni covalenti post-traduzionali, come la metilazione e l'acetilazione di lisina e arginina e la fosforilazione di serina o treonina, che incidono sull'espressione genica del DNA avvolto intorno all'istone di cui fa parte. -Di e -trimetilazione della lisina in posizione 9 sono associate con la repressione e l'eterocromatina, mentre la metilazione del residuo K4 è associata a geni attivi. L'acetilazione avviene in corrispondenza di lisina in diverse posizioni della coda e viene eseguita da una famiglia di enzimi noti come istone acetiltransferasi. Quella della lisina 14 è comunemente osservata in geni che vengono attivamente trascritti.

## Genetica
L'istone H3 è codificato in locus genici diversi fra cui:
- H3.1: HIST1H3A, HIST1H3B, HIST1H3C, HIST1H3D, HIST1H3E, HIST1H3F, HIST1H3G, HIST1H3H, HIST1H3I, HIST1H3J
- H3.2: HIST2H3A, HIST2H3C, HIST2H3D
- H3.3: H3F3A, H3F3B